# Galed
Galed (hebr. גלעד; ang. Gal'ed; pol. Pomnik) – kibuc położony w Samorządzie Regionu Megiddo, w Dystrykcie Północnym, w Izraelu. Członek Ruchu Kibuców (Ha-Tenu’a ha-Kibbucit).

## Położenie
Kibuc Galed jest położony na wysokości od 180 do 190 metrów n.p.m. w środkowej części Wyżyny Manassesa, która oddziela Dolinę Jezreel od równiny przybrzeżnej na północy Izraela. Okoliczny teren stromo opada w kierunku północnym do wadi strumienia Nachal Tanninim, który jest zasilany spływającymi ze wschodu strumieniami Saflul i Chelmit. Po stronie południowej osady znajdują się źródła strumienia Nili, który spływa w kierunku zachodnim, gdzie łączy się ze strumieniem Taninim. Okoliczne wzgórza w większości są uprawiane rolnicze, i tylko nieliczne są częściowo zalesione. W otoczeniu kibucu Galed znajduje się miasto Umm al-Fahm, miejscowości Ma’ale Iron, Basma, Arara i Kafr Kara, moszawy Giwat Nili, Ammikam i Midrach Oz, oraz kibuce Ramot Menasze, Dalijja, En ha-Szofet, Megiddo i Regawim. Na południowy zachód od kibucu znajduje się baza wojskowa Regawim, a na wschodzie są tereny ćwiczebne bazy Gadna Dżo’ara.
Galed jest położony w Samorządzie Regionu Megiddo, w Poddystrykcie Jezreel, w Dystrykcie Północnym Izraela.

## Historia

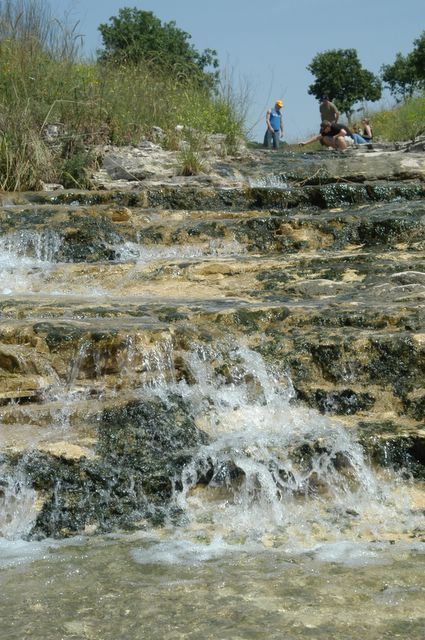
Wodospady przy kibucu Galed

Pierwotnie w okolicy tej znajdowały się dwie arabskie wioski al-Butajmat i Chubbajza. W wyniku I wojny światowej w 1918 roku cała Palestyna przeszła pod panowanie Brytyjczyków, który w 1921 roku utworzyli Brytyjski Mandat Palestyny. Umożliwiło to rozwój osadnictwa żydowskiego w Palestynie. W latach 30. XX wieku żydowskie organizacje syjonistyczne zaczęły wykupywać grunty na Wyżynie Manassesa.
Grupa założycielska współczesnego kibucu Galed zawiązała się w 1938 roku. W jej skład weszli żydowscy imigranci z Niemiec, Holandii i Anglii. Zdecydowana większość z nich była członkami młodzieżowych organizacji syjonistycznych He-Chaluc i Dror. Początkowo zamieszkali oni w moszawie Giwat Chen, gdzie przeszli szkolenie rolnicze oraz zdobyli potrzebne doświadczenie. Po skończeniu II wojny światowej w 1945 roku przyjechali do kibucu Dalijja na Wyżynie Manassesa, i w odległości 2 km na południe od niego założyli swój własny kibuc. Jego powstanie sfinansował żydowski filantrop z Afryki Południowej, Icchak Ochberg. Dlatego kibuc początkowo nazywał się Ewen Icchak (hebr. אֶבֶן יִצְחָק; pol. Kamień Icchaka) na cześć Icchaka Ochberga. Później nazwę zmieniono na obecną, oddając w ten sposób cześć członkom organizacji Dror, którzy zginęli podczas Holocaustu. Pierwsi mieszkańcy borykali się z dużymi brakami wody. Większość okolicznych gruntów była położona na zboczach wzgórz, była słaba i pokryta grubą warstwą kamieni, przez co nie nadawała się do działalności rolniczej. Pionierzy początkowo oczyszczali niewielkie kawałki ziemi, na których tworzyli ogródki warzywne. Trudne warunki życia były powodem rozczarowania niektórych pionierów i ich wyjazdu. Pomimo to, starano się utrzymać tę bardzo wyizolowaną osadę. W listopadzie 1945 roku otworzono drogę łączącą Galed z sąsiednim kibucem Dalijja.
W poszukiwaniu skutecznego rozwiązania narastającego konfliktu izraelsko-arabskiego w dniu 29 listopada 1947 roku została przyjęta Rezolucja Zgromadzenia Ogólnego ONZ nr 181. Zakładała ona między innymi, że kibuc Galed miał znaleźć się w granicach nowo utworzonego państwa żydowskiego. Arabowie odrzucili tę Rezolucję i dzień później doprowadzili do wybuchu wojny domowej w Mandacie Palestyny. Od samego początku wojny okoliczne wioski były wykorzystywane przez arabskie milicje, które sparaliżowały żydowską komunikację w całym regionie. Podczas tej wojny, siły żydowskiej organizacji paramilitarnej Hagana wysiedliły obie sąsiednie wioski arabskie - al-Butajmat została zniszczona w dniu 1 maja 1948 roku, a Chubbajza 12 maja 1948 roku. W wyniku I wojny izraelsko-arabskiej (1948–1949) cała okolica znalazła się w państwie Izrael, co umożliwiło dalszy stabilny rozwój kibucu Galed. W latach 70. XX wieku zawarto porozumienie o współpracy gospodarczej z pobliskim kibucem Miszmar ha-Emek. Na początku XXI wieku rozpoczęto rozbudowę osady o nowe domy mieszkalne.

## Demografia
Większość mieszkańców kibucu jest Żydami, jednak nie wszyscy identyfikują się z judaizmem. Tutejsza populacja jest świecka:

## Gospodarka i infrastruktura
Gospodarka kibucu opiera się na intensywnym rolnictwie, sadownictwie i hodowli bydła. Uprawy rolne zajmują powierzchnię około 4000 hektarów. Sad zajmuje około 800 ha i koncentruje się na awokado, oliwkach i granatowcach. Stodoła posiada około 500 krów mięsnych i 300 krów mlecznych. Dla potrzeb rolnictwa zbudowano niewielki zbiornik retencyjny Raz. Znajduje się on na północ od kibucu w wadi Taninim i zatrzymuje wodę strumienia Raz. Niewielka pompownia przetłacza wodę na sąsiednią plantację awokado. W południowej części kibucu znajduje się firma Biogal, która rozwija i produkuje narzędzia diagnostyczne dla potrzeb weterynarii. Spółka Tama Plastic Industry jest efektem współpracy z kibucem Miszmar HaEmek. Głównym obszarem działalności jest produkcja opakowań dla potrzeb rolnictwa. Poza tym produkowane są trawniki dla przemysłu i gospodarstw domowych, wraz ze wszystkimi potrzebnymi akcesoriami. W kibucu znajduje się przychodnia zdrowia, sklep wielobranżowy oraz warsztat mechaniczny.

## Transport
Z kibucu wyjeżdża się na północ drogą nr 672, którą dojeżdża się do kibucu Dalijja i dalej do skrzyżowań z drogami nr 6953 (prowadzi na wschód do kibucu En ha-Szofet) i nr 6954 (prowadzi na wschód do kibucu Ramat Ha-Szofet i na zachód do kibucu Ramot Menasze). Jadąc jeszcze dalej na północ drogą nr 672 dojeżdża się do wiosek komunalnych En ha-Emek i Eljakim oraz węzła drogowego z drogą ekspresową nr 70. Na zachód od kibucu przebiega autostrada nr 6, brak jednak możliwości bezpośredniego wjazdu na nią (wjazd z drogi ekspresowej nr 70).

## Edukacja  i kultura
Kibuc utrzymuje przedszkole. Starsze dzieci są dowożone do szkół w kibucu En ha-Szofet. W kibucu jest ośrodek kultury z biblioteką, oraz niewielkie muzeum archeologiczne, będące prywatną kolekcją tutejszego mieszkańca Michaela Mayera. Z obiektów sportowych jest basen kąpielowy oraz boisko do piłki nożnej.

## Turystyka
Największą lokalną atrakcją jest wadi strumienia Tanninim. Znajdujący się tam zbiornik retencyjny Raz ma w okresie zimowym głębokość 5 metrów wody, jednak niekiedy w okresie letnim całkowicie wysycha. Miejsce to jest wykorzystywane do kąpieli i biwakowania. Bardziej na południowy zachód znajduje się wcześniejszy zbiornik retencyjny. Jest on dużo mniejszy, i z powodu błędnej lokalizacji bardzo szybko został zamulony. Obecnie jest otoczony drzewami i roślinnością wodną. W jeziorku znajdują schronienie między innymi kaczki. Okoliczne wzgórza są atrakcyjnym miejscem pieszych wędrówek. Wiją się wśród nich malownicze strumienie, a wierzchołki porastają topole i wierzby, wśród których kwitną liczne kwiaty. Niektórzy nazywają Galed „Toskanią Izraela”. Wczesną wiosną kwitną tutaj tysiące fiołków alpejskich. Obszar całej Wyżyny Menassesa stanowi od 2011 roku rezerwat biosfery UNESCO. Rezerwat biosfery obejmuje obszary zalesione, źródła strumieni, wzgórza wulkaniczne i stanowiska archeologiczne.